# Coloborrhis reticulata
Coloborrhis reticulata är en insektsart som beskrevs av Evans 1959. Coloborrhis reticulata ingår i släktet Coloborrhis och familjen dvärgstritar. Inga underarter finns listade i Catalogue of Life.